# Pechino Express (ottava edizione)
L'ottava edizione del reality Pechino Express, sottotitolata Le stagioni dell'Oriente, è andata in onda in prima serata su Rai 2 dall'11 febbraio al 14 aprile 2020 per 10 puntate. La conduzione è affidata per il settimo anno consecutivo a Costantino della Gherardesca. Oltre che dallo stesso conduttore, per la prima volta le puntate vengono commentate anche da una voce fuori campo, quella di Alessandro Rigotti.
In questa edizione i concorrenti attraversano tre Paesi dell'Asia: Thailandia, Cina e Corea del Sud. Come riportato nell'avviso a inizio di ogni puntata, la registrazione è avvenuta prima dello scoppio della pandemia di COVID-19.
Come sempre tutti i premi vinti sono andati in beneficenza: in quest'edizione sono stati donati all'Organismo di volontariato per la cooperazione internazionale, che opera nei Paesi visitati nel corso del programma.
L'edizione è stata vinta da Le collegiali, coppia formata da Jennifer Poni e Nicole Rossi, conosciute per aver preso parte alla terza edizione de Il collegio. Con un'età media di 19 anni sono risultate le più giovani vincitrici della storia del programma.

## Concorrenti
| Coppia            | Componenti                             | Classifica | Stato                |
| ----------------- | -------------------------------------- | ---------- | -------------------- |
| Le collegiali     | Nicole Rossi e Jennifer Poni           | 1ª         | Vincitrici           |
| I wedding planner | Enzo Miccio e Carolina Giannuzzi       | 2ª         | Secondi classificati |
| Le top            | Dayane Mello e Ema Kovač               | 3ª         | Eliminate            |
| I gladiatori      | Max Giusti e Marco Mazzocchi           | 4ª         | Eliminati            |
| Mamma e figlia    | Soleil Sorge e Wendy Kay               | 5ª         | Eliminate            |
| I sopravvissuti   | Gennaro Lillio e Vera Gemma            | 6ª         | Eliminati            |
| Gli inseparabili  | Valerio Salvatori e Fabrizio Salvatori | 7ª         | Eliminati            |
| I palermitani     | Annandrea Vitrano e Claudio Casisa     | 8ª         | Eliminati            |
| I guaglioni       | Gennaro Lillio e Luciano Punzo         | 9ª         | Eliminati            |
| Le figlie d'arte  | Asia Argento e Vera Gemma              | 10ª        | Ritirate             |
| Padre e figlia    | Marco Berry e Ludovica Marchisio       | 11ª        | Eliminati            |

## Tappe
| Puntata | Paese              | Partenza                                  | Intermedio                                                         | Intermedio                                                         | Arrivo                                      | Lunghezza                 |
| ------- | ------------------ | ----------------------------------------- | ------------------------------------------------------------------ | ------------------------------------------------------------------ | ------------------------------------------- | ------------------------- |
| 1       | Thailandia         | Ko Phra Thong (Spiaggia del Buddha d'oro) | Thamma Park (tempio Ban Khao Na Nai)                               | Thamma Park (tempio Ban Khao Na Nai)                               | Surat Thani (Mercato notturno San Chao)     | 277 km                    |
| 2       | Thailandia         | Surat Thani (Si Alley)                    | Prachuap Khiri Khan (tempio Khao Chong Krachok)                    | Prachuap Khiri Khan (tempio Khao Chong Krachok)                    | Hua Hin (stazione ferroviaria)              | 486 km                    |
| 3       | Thailandia         | Hua Hin (tempio Kao Itisukato)            | Nam Tok (Mahawangchang Elephant Camp)                              | Nam Tok (Mahawangchang Elephant Camp)                              | Bangkok (tempio Wat Saket)                  | 532 km                    |
| 4       | Thailandia         | Bangkok (tempio Wat Suthat)               | Bangkok (tempio Wat Intharawihan)                                  | Bangkok (tempio Wat Intharawihan)                                  | Bangkok (tempio Wat Benchamabophit)         | 25 km                     |
| T       | Thailandia Cina    | Bangkok - Dali                            | Bangkok - Dali                                                     | Bangkok - Dali                                                     | Bangkok - Dali                              | 1316 km (in linea d'aria) |
| 5       | Cina               | Dali (tempio Chongsheng)                  | Shilin (parco del Calendario dei dieci mesi solari della tribù Yi) | Shilin (parco del Calendario dei dieci mesi solari della tribù Yi) | Shitouzhai (piazza centrale)                | 556 km                    |
| 6       | Cina               | Kaili (Palazzo della Cultura)             | Basha                                                              | Basha                                                              | Longsheng (Ponte del Vento e della Pioggia) | 456 km                    |
| 7       | Cina               | Dongchashan (Yijiangyuan Scenic Area)     | Yangshuo (Collina della Luna)                                      | Yangshuo (Collina della Luna)                                      | Wuzhou (memoriale di Sun Yat-sen)           | 384 km                    |
| 8       | Cina               | Wuzhou (tempio della Madre dei Draghi)    | Zhaoqing (antiche mura)                                            | Canton (Liwan Lake Park)                                           | Shenzhen (Museo di arte contemporanea)      | 395 km                    |
| T       | Cina Corea del Sud | Shenzen - Pusan                           | Shenzen - Pusan                                                    | Shenzen - Pusan                                                    | Shenzen - Pusan                             | 2015 km (in linea d'aria) |
| 9       | Corea del Sud      | Pusan (Songdo Skywalk)                    | Namwon (parco a tema Chunhyang)                                    | Namwon (parco a tema Chunhyang)                                    | Muju (Taekwondowon)                         | 352 km                    |
| 10      | Corea del Sud      | Suwon (fortezza di Hwaseong)              | Seul (Gyeonghuigung)                                               | Seul (Gyeonghuigung)                                               | Seul (Parco Olimpico)                       | 84 km                     |
| Totale  | Totale             | Totale                                    | Totale                                                             | Totale                                                             | Totale                                      | 7 000 km                  |

## Tabella delle eliminazioni
Legenda
- Vincitori di Pechino Express
- Vincitori della prova immunità/prova vantaggio
- Vincitori di tappa
- A rischio eliminazione
- La coppia si salva perché nella busta nera c'è scritto che la tappa non è eliminatoria
- La coppia è ultima in classifica e viene eliminata direttamente
- La coppia è arrivata al traguardo con la bandiera nera (retrocede di una posizione)
- N.C. la coppia non porta a termine la tappa

| Coppie                                 | 1ª puntata Thailandia | 2ª puntata Thailandia  | 3ª puntata Thailandia  | 4ª puntata Thailandia  | 5ª puntata Cina        | 5ª puntata Cina        | 6ª puntata Cina        | 6ª puntata Cina        | 7ª puntata Cina        | 7ª puntata Cina        | 8ª puntata Cina        | 8ª puntata Cina        | 9ª puntata Corea del Sud | 9ª puntata Corea del Sud | 10ª puntata Corea del Sud | 10ª puntata Corea del Sud |
| -------------------------------------- | --------------------- | ---------------------- | ---------------------- | ---------------------- | ---------------------- | ---------------------- | ---------------------- | ---------------------- | ---------------------- | ---------------------- | ---------------------- | ---------------------- | ------------------------ | ------------------------ | ------------------------- | ------------------------- |
| Nicole Rossi e Jennifer Poni           | 4ª                    | 8ª                     | 5ª                     | 5ª                     | 3ª                     | 3ª                     | 1ª                     | 1ª                     | 1ª                     | 1ª                     | Bandiera nera          | 4ª                     | 2ª                       | 2ª                       | 1ª                        | 1ª                        |
| Enzo Miccio e Carolina Giannuzzi       | 2ª                    | 2ª                     | 1ª                     | Immunità               | Vantaggio              | 1ª                     | 2ª                     | 2ª                     | 2ª                     | 2ª                     | Vantaggio              | 1ª                     | 1ª                       | 1ª                       | 2ª                        | 2ª                        |
| Dayane Mello ed Ema Kovač              | 3ª                    | 4ª                     | 2ª                     | 1ª                     | 2ª                     | 2ª                     | 3ª                     | 3ª                     | Vantaggio              | 4ª → 3ª                | 2ª                     | 2ª                     | 3ª                       | 3ª                       | 3ª                        | Eliminate (10ª puntata)   |
| Max Giusti e Marco Mazzocchi           | 1ª                    | 1ª                     | Immunità               | 3ª                     | 4ª                     | 4ª                     | Vantaggio              | 5ª → 4ª                | 5ª                     | 5ª                     | 3ª                     | 3ª                     | Vantaggio                | 4ª                       | Eliminati (9ª puntata)    | Eliminati (9ª puntata)    |
| Soleil Sorge e Wendy Kay               | 7ª                    | 3ª                     | 3ª                     | 4ª                     | 5ª                     | 5ª                     | 4ª → 5ª                | 4ª → 5ª                | 3ª → 4ª                | 3ª → 4ª                | Eliminate (7ª puntata) | Eliminate (7ª puntata) | Eliminate (7ª puntata)   | Eliminate (7ª puntata)   | Eliminate (7ª puntata)    | Eliminate (7ª puntata)    |
| Gennaro Lillio e Vera Gemma            | Non in gara           | Non in gara            | 4ª                     | 2ª                     | 6ª                     | 6ª                     | 6ª                     | 6ª                     | Eliminati (6ª puntata) | Eliminati (6ª puntata) | Eliminati (6ª puntata) | Eliminati (6ª puntata) | Eliminati (6ª puntata)   | Eliminati (6ª puntata)   | Eliminati (6ª puntata)    | Eliminati (6ª puntata)    |
| Valerio Salvatori e Fabrizio Salvatori | 6ª                    | 6ª                     | 7ª                     | 6ª                     | Eliminati (4ª puntata) | Eliminati (4ª puntata) | Eliminati (4ª puntata) | Eliminati (4ª puntata) | Eliminati (4ª puntata) | Eliminati (4ª puntata) | Eliminati (4ª puntata) | Eliminati (4ª puntata) | Eliminati (4ª puntata)   | Eliminati (4ª puntata)   | Eliminati (4ª puntata)    | Eliminati (4ª puntata)    |
| Annandrea Vitrano e Claudio Casisa     | 8ª                    | 5ª                     | 6ª                     | Eliminati (3ª puntata) | Eliminati (3ª puntata) | Eliminati (3ª puntata) | Eliminati (3ª puntata) | Eliminati (3ª puntata) | Eliminati (3ª puntata) | Eliminati (3ª puntata) | Eliminati (3ª puntata) | Eliminati (3ª puntata) | Eliminati (3ª puntata)   | Eliminati (3ª puntata)   | Eliminati (3ª puntata)    | Eliminati (3ª puntata)    |
| Gennaro Lillio e Luciano Punzo         | Immunità              | 7ª                     | Eliminati (2ª puntata) | Eliminati (2ª puntata) | Eliminati (2ª puntata) | Eliminati (2ª puntata) | Eliminati (2ª puntata) | Eliminati (2ª puntata) | Eliminati (2ª puntata) | Eliminati (2ª puntata) | Eliminati (2ª puntata) | Eliminati (2ª puntata) | Eliminati (2ª puntata)   | Eliminati (2ª puntata)   | Eliminati (2ª puntata)    | Eliminati (2ª puntata)    |
| Asia Argento e Vera Gemma              | 5ª                    | Immunità               | Ritirate (2ª puntata)  | Ritirate (2ª puntata)  | Ritirate (2ª puntata)  | Ritirate (2ª puntata)  | Ritirate (2ª puntata)  | Ritirate (2ª puntata)  | Ritirate (2ª puntata)  | Ritirate (2ª puntata)  | Ritirate (2ª puntata)  | Ritirate (2ª puntata)  | Ritirate (2ª puntata)    | Ritirate (2ª puntata)    | Ritirate (2ª puntata)     | Ritirate (2ª puntata)     |
| Marco Berry e Ludovica Marchisio       | 9ª                    | Eliminati (1ª puntata) | Eliminati (1ª puntata) | Eliminati (1ª puntata) | Eliminati (1ª puntata) | Eliminati (1ª puntata) | Eliminati (1ª puntata) | Eliminati (1ª puntata) | Eliminati (1ª puntata) | Eliminati (1ª puntata) | Eliminati (1ª puntata) | Eliminati (1ª puntata) | Eliminati (1ª puntata)   | Eliminati (1ª puntata)   | Eliminati (1ª puntata)    | Eliminati (1ª puntata)    |

## Prova immunità/vantaggio
- Coppia vincitrice dell'immunità/del vantaggio

| Puntata | Tappa                                             | 1ª coppia                                         | 2ª coppia                                         | 3ª coppia                                         | 4ª coppia                                         |
| ------- | ------------------------------------------------- | ------------------------------------------------- | ------------------------------------------------- | ------------------------------------------------- | ------------------------------------------------- |
| 1       | Thamma Park                                       | I wedding planner                                 | I guaglioni                                       | I gladiatori                                      | -                                                 |
| 2       | Prachuap                                          | I wedding planner                                 | Le figlie d'arte                                  | I gladiatori                                      | -                                                 |
| 3       | Nam Tok                                           | Le top                                            | I gladiatori                                      | -                                                 | -                                                 |
| 4       | Bangkok                                           | I gladiatori                                      | I wedding planner                                 | -                                                 | -                                                 |
| 5       | Shilin                                            | I gladiatori                                      | I wedding planner                                 | Mamma e figlia                                    | -                                                 |
| 6       | Basha                                             | I wedding planner                                 | I gladiatori                                      | Le collegiali                                     | I sopravvissuti                                   |
| 7       | Yangshuo                                          | Le collegiali                                     | Le top                                            | -                                                 | -                                                 |
| 8       | Canton                                            | Le collegiali                                     | I gladiatori                                      | I wedding planner                                 | -                                                 |
| 9       | Namwon                                            | I wedding planner                                 | I gladiatori                                      | Le collegiali                                     | -                                                 |
| 10      | Non viene svolta nessuna prova vantaggio/immunità | Non viene svolta nessuna prova vantaggio/immunità | Non viene svolta nessuna prova vantaggio/immunità | Non viene svolta nessuna prova vantaggio/immunità | Non viene svolta nessuna prova vantaggio/immunità |

## Handicap
| Puntata | Handicap iniziale | Coppia/e                                  | Handicap intermedio                                                                                    | Coppia/e               |
| ------- | --- | ----------------------------------------- | --- | ---------------------- |
| 1       | - | -                                         | Accompagnare a casa una nonna thailandese e suo nipote                                                 | Mamma e figlia         |
| 2       | - | -                                         | Scaricare tutti i jackfruit della prova immunità al mercato                                            | I gladiatori           |
| 3       | Viaggiare con due durian | Mamma e figlia                            | Viaggiare con due pupazzi giganti a forma di elefante                                                  | Le collegiali          |
| 4       | - | -                                         | Assistere allo spettacolo Khon                                                                         | Mamma e figlia         |
| 5       | - | -                                         | Partire ultimi e con il compagno scambiato                                                             | Le collegiali e le top |
| 5       | - | -                                         | Partire ultimissimi per aver perso la busta                                                            | I sopravvissuti        |
| 6       | - | -                                         | Partire ultime dopo aver lavorato per 15 minuti il riso                                                | Le top                 |
| 7       | Partire dopo dieci minuti per non aver finito la ciotola di riso piccante                                                                                              | Mamma e figlia Le collegiali I gladiatori | Partire per ultime dopo aver insegnato la canzone Io son Contadinella a due raccoglitrici di tè        | Le collegiali          |
| 8       | Le coppie che non sono arrivate al libro rosso in tempo, devono portare fino al traguardo intermedio del giorno dopo, 6 chili di farina e due cartoni di uova d'anatra | Le top I wedding planner I gladiatori     | Iniziare a viaggiare con la bandiera nera, che fa retrocedere di una posizione nella classifica finale | Le collegiali          |
| 9       | - | -                                         | Viaggiare con dei palloncini a forma di cuore fino alla missione successiva                            | I wedding planner      |
| 9       | - | -                                         | Aspettare 10 minuti al traguardo finale prima di poter saltare sul tappeto rosso                       | Le collegiali          |
| 10      | - | -                                         | - | -                      |

## Vantaggio/Bonus
| Puntata | Vantaggio/Bonus | Coppia/e          |
| ------- | --- | ----------------- |
| 1       | Visitare un allevamento di ostriche servendosi di una abbondante degustazione e immunità dall'eliminazione                 | I guaglioni       |
| 2       | Viaggiare gratis fino al traguardo e spendere l'equivalente di 150 euro in baht tailandesi da poter utilizzare liberamente | Le figlie d'arte  |
| 3       | Dormire una notte in un resort lungo il fiume Kwai e immunità dall'eliminazione                                            | I gladiatori      |
| 4       | Cenare in un ristorante tai chi, pernottare in un albergo di lusso, surfare in un beach club e immunità dall'eliminazione  | I wedding planner |
| 5       | Guadagnare una posizione nella classifica finale                                                                           | I wedding planner |
| 6       | Guadagnare una posizione nella classifica finale                                                                           | I gladiatori      |
| 7       | Guadagnare una posizione nella classifica finale                                                                           | Le top            |
| 8       | Qualificarsi direttamente alla prova vantaggio e trascorrere una serata nel lusso                                          | Le collegiali     |
| 8       | Guadagnare una posizione nella classifica finale                                                                           | I wedding planner |
| 9       | Poter assegnare un handicap a due coppie                                                                                   | I gladiatori      |
| 10      | Partire per la missione successiva con 5 minuti di anticipo                                                                | I wedding planner |

## Puntate

### 1ª tappa (Ko Phra Thong → Surat Thani)
La prima puntata è andata in onda in prima visione l'11 febbraio 2020.

#### Missioni
- Missione iniziale: In questa missione, tutte le coppie a bordo di imbarcazioni tipiche dirette verso l'isola di Ko Phra Thong, a un certo punto, per poter proseguire il viaggio con la barca ferma, dovevano raccogliere una cassa depositata sul fondo del mare, poi, una volta recuperata, dovevano aprire quest'ultima sigillata da un lucchetto a combinazione, risolvendo un enigma con i numeri scritti in lingua thai e indovinando l'anno corrispondente al 2020 italiano secondo il calendario buddhista. Per trovare la soluzione, i viaggiatori potevano ricorrere agli indizi che si trovavano sulla propria imbarcazione. Una volta indovinata la combinazione e aperta la cassa con la data corretta sul lucchetto, le coppie dovevano prendere la statua del Buddha d'Oro contenuta al suo interno e portarla con sé proseguendo il viaggio fino al Tappeto Rosso, dove la coppia che è arrivata per prima ha ricevuto come vantaggio sugli avversari la mappa di Pechino Express e la possibilità di partire subito.
- Prima missione: I viaggiatori, arrivati sull'isola, dovevano trovare una casa con una signora del villaggio indicata da una foto, poi, una volta raggiunta la casa prima di ripartire verso la Spiaggia del Buddha d'Oro dovevano mangiare tutta la zuppa di pesce piccante Tom Yam e prendere gli zaini.
- Seconda missione: Tutte le altre coppie, con l'eccezione di quella arrivata per prima, per prendere la mappa di Pechino Express dovevano nuotare fino a una boa, recuperare un barile e portarlo a riva. Una volta recuperato quest'ultimo, dovevano aprirlo, prendere la mappa e proseguire per la missione successiva.
- Terza missione: I viaggiatori, prima di proseguire il viaggio, dovevano presentare un'offerta davanti a una casa degli spiriti vicina al luogo in cui hanno alloggiato per la prima notte. Le coppie, per presentare la propria offerta dovevano rimediare chiedendo alla popolazione locale: una banana, un mazzo di fiori e una bibita gassata rossa. Una volta fatta la propria offerta, presso una delle Case degli Spiriti, potevano proseguire verso il Libro Rosso di Pechino Express situato sulla cima del tempio Ban Kao Na Nai, dove le prime tre coppie arrivate si sono qualificate per la prova immunità.
- Quarta missione: Le coppie, dovevano recarsi a una scuola di addestramento per scimmie, dove un componente della coppia doveva staccare otto noci di cocco legate da una corda in 19 secondi, cercando di battere il tempo record segnato dai macachi. Se la missione riusciva le coppie potevano ripartire subito, altrimenti, dovevano raccogliere 40 noci di cocco e accatastarle dentro un deposito sotto la pianta prima di ripartire verso il traguardo di tappa.

#### Prova immunità
Le tre coppie qualificate alla prova immunità, dovevano camminare lungo un percorso a ostacoli su dei trampoli, dove, un componente alla volta per coppia doveva camminare lungo un rettangolo di gioco, recuperare una ghirlanda e posizionarla sopra un bastone contrassegnato dal colore di appartenenza. In caso di caduta, il componente della coppia doveva ricominciare da capo. Al termine dei 15 minuti di gioco, la coppia che ha raccolto il maggior numero di ghirlande vinceva la prova immunità.

#### Bonus
La coppia che ha vinto la prova immunità, ha avuto la possibilità di visitare un allevamento di ostriche a Surat Thani servendosi di una abbondante degustazione e di qualificarsi alla tappa successiva, inoltre, ha dovuto assegnare un handicap a una coppia avversaria che consisteva nell'accompagnare a casa una nonna thailandese e suo nipote prima di ripartire.

### 2ª tappa (Surat Thani → Hua Hin)
La seconda puntata è andata in onda in prima visione il 18 febbraio 2020.

#### Missioni
- Missione iniziale: Le coppie, dovevano recarsi al Morning Market di Surat Thani dove arrivati a una bancarella ricevevano una busta con dieci cartelli di divieto di cui tre erano veri. I viaggiatori, all'interno del mercato, dovevano farsi aiutare dalla popolazione locale cercando di capire se il divieto era vero o falso. Quando pensavano di aver risposto correttamente, dovevano andare da Costantino con i tre cartelli che per loro erano considerati giusti e se indovinavano ricevevano le indicazioni per la missione successiva insieme a un sacco di terra di termitaio, altrimenti, dovevano tornare nel mercato.
- Prima missione: I viaggiatori, arrivati presso l'Organizzazione ORSORMOR delle uova salate a Chaiya, dovevano produrre 35 uova d'anatra aromatizzandole con la terra di termitaio consegnata loro nella missione precedente. Le coppie, al termine della preparazione, dopo aver confezionato cinque pacchetti ricevevano la busta con le indicazioni per il Libro Rosso.
- Seconda missione: Le coppie, in direzione Prachuap Khiri Khan dovevano portare a Costantino 10 banane lady finger utilizzando il baratto con la popolazione locale, poi, dovevano proseguire per il Tempio Khao Chong Krachok dove le prime tre coppie arrivate in cima a quest'ultimo si sono qualificate per la prova immunità. La prima coppia arrivata al Libro Rosso, ha avuto come bonus speciale la possibilità di farsi fare un massaggio thailandese.
- Terza missione: I viaggiatori, arrivati al villaggio dei pescatori di Bang Pu, dovevano squamare, sfilettare e far essiccare 50 pesci seguendo le indicazioni delle signore locali. Solo dopo aver completato il lavoro, le coppie ricevevano la busta con le indicazioni per la missione successiva.
- Quarta missione: Le coppie, raggiunta la spiaggia della Collina della Tartaruga, dovevano recarsi al Tempio e presentare un'offerta al bambino protettore degli automobilisti, portandogli degli occhiali da sole. Per procurarsi questi ultimi, i viaggiatori, dovevano recuperare dei soldi custoditi in un salvadanaio e nascosti sotto la sabbia della spiaggia, comprare gli occhiali da sole e fare l'offerta dentro il tempio. Dopo aver completato la missione, le coppie ricevevano la busta con le indicazioni del traguardo di tappa.

#### Prova immunità
Le tre coppie qualificate alla prova immunità, dovevano correre con dei carrelli e raccogliere otto jackfruit da un albero contrassegnato dal colore della propria squadra. Una volta raccolti gli otto jackfruit, le coppie dovevano tornare sul proprio bancone, caricare i frutti su un camion diretto al mercato, e infine, aprirne uno separando la buccia dalla polpa in 40 minuti cercando di raccogliere sei chili. La coppia che nel tempo limite, si è avvicinata a questa quantità, vinceva la prova immunità.

#### Bonus
La coppia vincitrice della prova immunità, oltre a qualificarsi alla tappa successiva ha potuto spendere liberamente l'equivalente di 150 euro in baht thailandesi. Inoltre, ha dovuto assegnare un handicap a una coppia avversaria consistente nello scaricare al mercato tutti i jackfruit raccolti nella prova immunità prima di ripartire.

### 3ª tappa (Hua Hin → Bangkok)
La terza puntata è andata in onda in prima visione il 25 febbraio 2020.

#### Missioni
- Missione iniziale: Le coppie, prima di partire dovevano mangiare un durian intero e potevano partire per la missione successiva solo dopo che entrambi i componenti lo avessero finito. L'ultima coppia a finire il durian doveva portarne due, mentre la prima ad averlo finito, doveva far fermare una coppia avversaria, obbligandola a scendere dal proprio mezzo per offrire loro un caffè.
- Prima missione: I viaggiatori, arrivati al tempio di Khao Chong Phran, dovevano entrare nella grotta e munirsi di ramazza e secchiello per raccogliere il guano di pipistrello, utilizzato dai monaci buddhisti come fertilizzante agricolo. Una volta riempito il sacco e consegnato ai monaci, i viaggiatori ricevevano la busta con le indicazioni per raggiungere il Libro Rosso dove le prime due coppie arrivate si sono qualificate per la prova immunità.
- Seconda missione: Le coppie, arrivate al Wat Samphran Dragon Temple, dovevano raggiungere la cima del tempio e leggere su una tavola di legno il nome completo della città di Bangkok. Durante il tragitto fino alla Gran Pagoda, i viaggiatori, dovevano imparare a memoria il nome completo della capitale thailandese e una volta raggiunta quest'ultima se avevano correttamente pronunciato il nome completo di Bangkok ricevevano le indicazioni col traguardo di tappa, altrimenti, dovevano tornare a studiare.

#### Prova immunità
Le prime due coppie arrivate al Libro Rosso, si sono qualificate a di disputare la prova immunità. In questa prova, le due coppie dovevano riempire da una grossa cesta di frutta, un cestino con i bordi molto bassi; una volta riempito il più possibile il cestino, un componente della coppia è dovuto passare al di sotto di alcuni ostacoli in bambù e raggiungere una serie di ceppi in legno da percorrere in equilibrio senza mettere piede a terra. Successivamente ha dovuto camminare lungo una passerella ondulante sorretta ai lati da sei elefanti pronti a rubare la frutta; infine ha dovuto superare una pozza di fango, camminare lungo un'asse di equilibrio e depositare la frutta trasportata in una cesta. Raggiunta la cesta finale ogni componente ha consegnato il cestino al proprio compagno di viaggio, pronto a completare di nuovo il percorso. I frutti eventualmente finiti a terra non sono potuti essere raccolti e il tempo previsto per questa prova è stato di quindici minuti; la coppia vincitrice è stata decretata in base al peso della cesta contenente la frutta trasportata.

#### Bonus
La coppia che ha vinto la prova immunità, oltre a qualificarsi alla tappa successiva, ha vinto come bonus la possibilità di alloggiare in un resort lungo il fiume Kwai. Inoltre, ha dovuto assegnare un handicap a una coppia avversaria consistente nel farla viaggiare con due pupazzi giganti a forma di elefante.

### 4ª tappa (Bangkok)
La quarta puntata è andata in onda in prima visione il 3 marzo 2020.

#### Missioni
- Missione iniziale: Le coppie, a cui è stato consegnato un tablet, dovevano fare dei selfie insieme a delle persone locali, le quali non dovevano sorridere. All'uscita del tempio, i viaggiatori, dovevano raccogliere una delle sette buste contenenti le istruzioni su come fare le foto, insieme al numero di scatti da fare (da 1 a 7). Una volta scattate le foto, le coppie dovevano tornare da Costantino per il controllo, e se la missione è risultata soddisfacente, veniva consegnata loro la busta con le indicazioni per la missione successiva e due cornetti napoletani portafortuna.
- Prima missione: I viaggiatori, insieme ai cornetti napoletani, dovevano recarsi al Mercato degli amuleti di Bangkok e scambiare i loro cornetti portafortuna con i due amuleti locali della Tigre, usata contro il malocchio e del Coccodrillo usato per avere ricchezza e fortuna, barattandoli con i commercianti del mercato. Alla fine della missione, le coppie dovevano uscire dal mercato per la verifica, e solo in caso di esito positivo, ricevevano le indicazioni per la successiva missione.
- Seconda missione: Le coppie, uscite fuori dal mercato, dovevano convincere i conducenti di tuk tuk a scambiare i loro amuleti in cambio di un passaggio fino al Libro Rosso, dove le prime due coppie arrivate si sono qualificate per la prova immunità.
- Terza missione: I viaggiatori, dopo aver ricevuto una busta contenente un telefono e una foto di Angelina Jolie, dovevano recarsi a Khaosan Road in uno dei tanti negozi di tatuaggi presenti e, aprendo la busta dopo aver ricevuto il permesso da Costantino, chiedere a uno dei tatuatori, il nome del tatuaggio "Hah Tahu" presente nella foto di Angelina Jolie insieme al significato della prima e dell'ultima riga di quest'ultimo, cioè di proteggere la casa e allontanare gli spiriti malvagi e di attrazione del sesso opposto. Una volta scoperto nome e significato del tatuaggio, le coppie dovevano chiamare Costantino col telefono a loro disposizione e, in caso di risposta esatta ricevevano le indicazioni per proseguire la gara.
- Quarta missione: Le coppie, dovevano raggiungere Phra Sumen Fort, dove la prima arrivata ha potuto bere una birra ghiacciata offerta da Costantino. Il giorno dopo, dovevano recarsi alla Casa dell'Artista a Baan Silapin e, ricevuta la busta dovevano imparare a contare da 1 a 10 in thailandese fino all'arrivo al Mercato dei Fiori Yodpiman. Una volta raggiunto il mercato dei fiori, le coppie dovevano indovinare tutti i numeri in thailandese e, in caso di risposta esatta potevano proseguire nella gara, altrimenti, dovevano tornare a studiare.
- Quinta missione: Al Mercato dei Fiori Yodpiman, un componente per coppia doveva indossare una maschera e spingere un carrello bendato, mentre l'altro doveva entrare in un cestino e dare indicazioni al compagno facendosi trasportare fino all'arrivo a un bancone contrassegnato dalla bandiera di Pechino Express, dove dovevano comporre una ghirlanda di calendule o phuang malai. Una volta completata la corona di fiori, i viaggiatori dovevano tornare al punto di partenza e all'arrivo ricevevano una busta con le indicazioni per la missione successiva.
- Sesta missione: I viaggiatori, usciti dal Mercato dei Fiori, dovevano rimediare un bicchiere di tè Cha Yen a testa e recarsi nella Chinatown, dove una volta arrivati dovevano mangiare una cimice d'acqua gigante a testa e solo dopo averlo consumato tutto ricevevano la busta con le indicazioni per il traguardo di tappa.

#### Prova immunità
Le due coppie qualificatesi per la prova immunità, inizialmente, dovevano assistere a uno spettacolo di danza Khon ispirato a un poema thailandese, poi, nella prima parte della prova, un componente per coppia doveva nascondersi dietro un paravento e memorizzare l'aspetto di una maschera, dando informazioni al compagno che, nel cortile del tempio, doveva cercare di recuperare la maschera giusta. A ogni risposta esatta, le coppie ricevevano una tavoletta con una lettera per un totale di otto. Una volta recuperate tutte le otto tavolette, nella seconda parte della prova, le coppie riunitesi dovevano cercare di indovinare il poema del re Ramakien cui era ispirato lo spettacolo, mettendo in ordine le otto lettere. La coppia che per prima ha indovinato il poema, vinceva la prova immunità.

#### Bonus
La coppia che ha vinto la prova immunità, oltre a qualificarsi alla tappa successiva, ha vinto come bonus la possibilità di cenare in un ristorante tai chi, pernottare in un albergo di lusso e surfare in un beach club. Inoltre, ha dovuto assegnare un handicap a una coppia avversaria consistente nel farla assistere a uno spettacolo di danza Khon, prima di riprendere la gara.

### 5ª tappa (Dali → Shitouzhai)
La quinta puntata è andata in onda in prima visione il 10 marzo 2020.

#### Missioni
- Missione iniziale: All'inizio della gara, un componente per coppia doveva pescare una busta contenente una foto di un monumento della Città Vecchia di Dali. Le coppie, dovevano raggiungere in autostop la Città Vecchia e trovare il monumento raffigurato in foto, poi, una volta raggiunto, i viaggiatori dovevano aprire la busta contenente una cartina geografica muta e scrivere i nomi dei 14 paesi confinanti con la Cina, facendosi aiutare dalle persone sul posto. Una volta compilata la cartina, le coppie dovevano tornare alla Porta Sud della Città Vecchia e consegnare quest'ultima a un giudice locale, la quale valutava le risposte date. Per ogni errore, le coppie prima di ripartire per la missione successiva dovevano scontare due minuti di penalità. Al termine della missione, a tutte le coppie veniva consegnata una ciotola con del brodo e una busta con dei soldi che servivano per proseguire la gara.
- Prima missione: Le coppie, in direzione del mercato di Chuixong, insieme alla ciotola con il brodo data loro al termine della missione precedente, doveva comprare con i soldi a disposizione gli ingredienti per preparare i "Noodles al di là del ponte", specialità tipica della provincia dello Yunnan; in particolare: un nido di noodles, un petto di pollo, tre etti di pancetta di maiale, un cavolo cinese, tre etti di funghi e tre uova di quaglia. Una volta comprati tutti gli ingredienti, i viaggiatori dovevano raggiungere il Libro Rosso di Pechino Express dove le prime tre coppie arrivate si sono qualificate per la prova vantaggio.
- Seconda missione: I viaggiatori, dovevano recarsi al Museo delle Pietre di Shitouzhai e una volta arrivati lì dovevano scrivere la lunghezza esatta della Grande Muraglia cinese. Se davano la risposta esatta, ricevevano le indicazioni per il traguardo di tappa, altrimenti, dovevano ritentare.

#### Prova vantaggio
Le tre coppie che si sono qualificate per la prova vantaggio, hanno dovuto affrontare una sfida ambientata dentro la Foresta di pietra. In questa prova, un componente per coppia doveva attraversare un percorso tra le formazioni calcaree della Foresta di pietra con un giogo, poi, arrivato a una gigantesca giara doveva riempire i due wok con il vino Pechino Rosé e portarlo sul proprio bancone riempiendo una giara. Il compagno, una volta versato il vino nella propria giara, doveva riempire attraverso una cannula da travaso il maggior numero di bottiglie possibili in 30 minuti. Al termine della prova, la coppia che ha riempito più bottiglie vinceva la prova vantaggio.

#### Bonus
La coppia che ha vinto la prova vantaggio, ha guadagnato una posizione nella classifica finale di tappa. Inoltre, ha dovuto assegnare un handicap consistente nello scegliere due coppie e farle viaggiare mixate fino a pochi chilometri dal traguardo di tappa. Le coppie che hanno viaggiato mixate, erano composte da: Dayane Mello e Nicole Rossi e da Ema Kovač e Jennifer Poni.

### 6ª tappa (Kaili → Longsheng)
La sesta puntata è andata in onda in prima visione il 17 marzo 2020.

#### Missioni
- Missione iniziale: Prima di iniziare la tappa, le coppie sono state mischiate ed erano così composte:

- Dayane Mello e Soleil Sorge;
- Marco Mazzocchi e Carolina Giannuzzi;
- Enzo Miccio e Vera Gemma;
- Gennaro Lillio ed Ema Kovač;
- Nicole Rossi e Max Giusti;
- Jennifer Poni e Wendy Kay.
Le nuove coppie, dovevano realizzare un cappello di capelli tipico della popolazione Miao, ricreandolo dopo aver appreso la meccanica da una signora del posto. Una volta realizzato, un giudice locale valutava la prova e se questa risultava soddisfacente, le coppie ricevevano la busta con le indicazioni per la missione successiva, altrimenti, dovevano ritentare. L'ultima coppia a completare il copricapo, ha dovuto viaggiare insieme a una donna Miao fino alla missione seguente.
- Prima missione: I viaggiatori, arrivati al villaggio di Datang, dopo aver bevuto un bicchiere di grappa di riso dovevano trovare tra i granai palafitta una busta con le indicazioni per il Libro Rosso. Arrivate al Libro Rosso, le coppie per potersi qualificare per la prova vantaggio, dovevano aspettare il compagno originario e solo dopo essersi ricongiunte, le prime quattro ricompostesi per prime potevano disputare quest'ultima.
- Seconda missione: Le coppie, dovevano recarsi alla scuola elementare di Longsheng e una volta arrivati, dovevano scegliere un bambino locale, entrare in una classe e farsi insegnare la canzone Fra Martino in cinese. Una volta imparata la canzone, le coppie dovevano farsi interrogare da una professoressa e se avevano cantato bene ricevevano la busta con le indicazioni per il traguardo di tappa, altrimenti, dovevano tornare a studiare. Ad illustrare la missione in video è stato Andrea Maggi, professore de Il collegio.

#### Prova vantaggio
Le prime quattro coppie arrivate al Libro Rosso, si sono qualificate per disputare la prova vantaggio.
In questa prova, le coppie si sono dovute scontrare nel Villaggio di Basha al gioco dei pugni di riso, dove un componente della coppia in piedi su un tronco doveva colpire l'avversario senza toccare la testa con un bastone di bambù che aveva alle estremità due cuscini di riso facendolo cadere.
La prova si è svolta in un quadrangolare, dove la coppia che è arrivata per prima poteva scegliere i propri sfidanti. Durante le singole manche, passava il turno la coppia che aveva buttato per due volte l'avversario al netto di tre incontri, poi, le due coppie vincitrici si sono dovute scontrare nella finale dove la coppia che ha buttato giù l'avversario per due volte ha vinto la prova vantaggio.

#### Bonus
La coppia che ha vinto la prova vantaggio, ha guadagnato una posizione nella classifica finale di tappa. Inoltre, ha dovuto assegnare un handicap consistente nello scegliere una coppia e farla partire per ultima facendole lavorare il riso nei campi per 15 minuti.

### 7ª tappa (Dongchashan → Wuzhou)
La settima puntata è andata in onda in prima visione il 24 marzo 2020.

#### Missioni
- Missione iniziale: Le coppie, dovevano mangiare un intero piatto tipico della zona, scegliendo il livello di piccantezza da uno a tre peperoncini. La coppia che decideva di mangiare il piatto più piccante, poteva partire subito; mentre, chi sceglieva quello con il livello di piccantezza medio aveva 5 minuti di penalità, infine, il piatto che aveva il livello di piccantezza minimo faceva partire la coppia che lo ha scelto dopo 10 minuti. Le coppie, quando pensavano di aver mangiato il piatto intero dovevano suonare un corno e se non l'avevano finito, prima di ripartire per la missione successiva, dovevano scontare una penalità di 10 minuti.
- Prima missione: Le prime tre coppie, arrivate ai piedi della Collina della Luna, per raggiungere il Libro Rosso di Pechino Express, dovevano salire 800 gradini e una volta arrivati in cima dovevano saper contare da 1 a 10 in cinese, imparando anche i gesti. Se la coppia falliva nella missione, doveva aspettare 5 minuti prima di firmare il Libro Rosso. Le due coppie, che per prime hanno firmato il Libro Rosso, si qualificavano per la prova vantaggio.
- Seconda missione: I viaggiatori arrivati a Hu Yang, dovevano entrare in un allevamento di anatre, e spostare le anatre contrassegnate da un nastrino colorato a loro scelta da un recinto a un altro. Solo dopo aver completato la missione, le coppie ricevevano la busta con le indicazioni per raggiungere il traguardo di tappa.

#### Prova vantaggio
Le due coppie qualificatesi per la prova vantaggio, hanno dovuto affrontare una sfida ambientata dentro una piantagione di tè. Nella prima parte della prova, un componente per coppia doveva descrivere via radio al compagno dentro la piantagione, l'aspetto di tre raccoglitrici di tè rappresentate nelle foto. Quest'ultimo, in base alle descrizioni del compagno, doveva cercare e recuperare la persona descritta e portarla con sé all'ingresso della piantagione. Nella seconda parte della prova, una volta recuperate tutte e tre le raccoglitrici, le coppie dovevano correre all'interno della piantagione e raccogliere in un cesto 50 grammi di foglie di tè. La coppia che per prima, è arrivata all'ingresso della piantagione con la quantità di tè richiesta, vinceva la prova vantaggio.

#### Bonus
La coppia che ha vinto la prova vantaggio, ha guadagnato una posizione nella classifica finale di tappa. Inoltre, ha dovuto assegnare un handicap consistente nello scegliere una coppia e farla partire per ultima insegnando la canzone Io son Contadinella a due raccoglitrici di tè.

### 8ª tappa (Wuzhou → Shenzhen)
L'ottava puntata è andata in onda in prima visione il 31 marzo 2020.

#### Missioni
- Missione iniziale: In questa missione, le coppie dovevano replicare con le sette tessere del tangram, l'immagine dell'anatra seguendo il modello esposto su una lavagnetta. Una volta realizzata l'immagine, le coppie dovevano suonare un campanello e se avevano composto correttamente la figura ricevevano la busta con l'indirizzo della missione successiva, altrimenti, dovevano ritentare.
- Prima missione: Le coppie, dopo aver aperto la busta contenente uno smartphone con 300 yuan caricati sul conto corrente virtuale, dovevano recarsi nella città vecchia di Wuzhou e arrivati lì, fare svariate attività offrendo dei servizi, racimolando la cifra di 600 yuan, attraverso dei versamenti fatti dalla popolazione locale mediante un codice QR. Una volta racimolato tutto il denaro, le coppie dovevano recarsi al Libro Rosso, situato nelle antiche mura di Zhaoqing, dove la prima coppia arrivata oltre a qualificarsi alla prova vantaggio ha vinto un bonus consistente nello spendere liberamente i 600 yuan guadagnati nella missione precedente, pernottare in un albergo di lusso e fare un giro in yacht. Le altre coppie arrivate al Libro Rosso, invece, dovevano portare un sacco con 6 chili di farina e 2 cartoni di uova d'anatra interi fino al traguardo intermedio.
- Seconda missione: I viaggiatori, una volta raggiunta la stazione di Zhaoqing, dovevano recarsi a Canton a bordo di van carichi di merce, dove la coppia arrivata per ultima viaggiava su quello più scomodo. Una volta arrivati in città, i viaggiatori, dovevano recarsi in autostop in un luogo indicato da una foto che era il Liwan Lake Park in cui le prime due coppie arrivate a firmare il Libro Rosso si qualificavano per la prova vantaggio.
- Terza missione: Le coppie, dovevano recarsi presso la casa dei genitori di Bruce Lee e una volta arrivati insieme a un maestro di kung fu dovevano fare un allenamento, imparando alcune mosse e poi spaccare un mattone in mezzo a due supporti in legno. Terminato l'allenamento, le coppie ricevevano una busta con le indicazioni per proseguire la gara. La prima coppia arrivata al People's Park, riceveva come bonus l'ospitalità presso una signora locale, la quale preparava loro una tradizionale cena cantonese.
- Quarta missione: Le coppie, arrivate alla via commerciale di Shenzhen, ricevevano uno smartphone e per sbloccarlo con il riconoscimento facciale, dovevano trovare la persona presente nella piazza della Silicon Valley, riconoscibile attraverso un indizio segnato da uno zaino a LED. Una volta individuata la persona e sbloccato il cellulare, le coppie dovevano recarsi presso l'indirizzo indicato in quest'ultimo.
- Quinta missione: Le coppie, raggiunta la Ping An Tower di Shenzhen dovevano salire all'ultimo piano dell'edificio e arrivati a un cartello con un tablet, dovevano scoprire il luogo in cui si trovava Costantino col Tappeto Rosso e poi raggiungerlo al traguardo di tappa.

#### Prova vantaggio
In questa prova, le tre coppie qualificatesi, con le uova d'anatra e la farina ricevuta durante la gara, dovevano realizzare a mano l'impasto dei bamboo noodles e poi livellarlo saltando su un palo di bambù. Al termine della prova, un giudice locale valutava l'elasticità dell'impasto e la coppia che ha realizzato quello migliore vinceva la prova vantaggio.

#### Bonus
La coppia che ha vinto la prova vantaggio, guadagnava una posizione nella classifica finale e ha dovuto assegnare un handicap consistente nello scegliere una coppia a cui dare la Bandiera Nera di Pechino Express.

### 9ª tappa (Pusan → Muju)
La nona puntata è andata in onda in prima visione il 7 aprile 2020.

#### Missioni
- Missione iniziale: Prima di iniziare la gara, le quattro coppie semifinaliste dovevano scegliere un sacchetto con dentro una palla da biliardo. La coppia che ha pescato la biglia con il numero 4, considerato sfortunato nella tradizione coreana, partiva per ultima e decideva l'ordine di partenza delle altre coppie, una a cinque minuti di distanza dall'altra. In questa missione iniziale, le coppie dovevano recarsi in autostop nel quartiere Gamcheon Cultural Village a Busan e arrivati lì, dovevano trovare tre persone che avevano come cognome Kim e portarle con sé, documento alla mano, fino alla Torre del Piacere Solitario. Una volta completata la missione, le coppie ricevevano le indicazioni per proseguire nella gara.
- Prima missione: I viaggiatori, dovevano recarsi presso il Mercato ittico della città, dove dovevano affrontare la prova dei "sette mostri". I viaggiatori a turno dovevano girare una ruota e mangiare una delle cibarie contenute nello spicchio indicato da una bandierina. Le cibarie contenute nello spicchio erano: lumaca di mare, razza fermentata, pene di mare, bachi da seta, pomodoro di mare, piedi di maiale e cetriolo di mare. I viaggiatori dovevano girare la ruota quattro volte ciascuno. Se la ruota si fermava su uno spicchio vuoto si poteva saltare il turno. Al termine della missione, le coppie ricevevano la busta con le indicazioni per il Libro Rosso dove le tre coppie arrivate per prime si qualificavano per la prova vantaggio. A un certo punto del percorso, le coppie arrivate alla Fortezza di Jinju ricevevano un pacco che potevano aprire solo dopo aver ricevuto l'ok di Costantino, contenente l'album fotografico della loro gara e una volta trovata ospitalità per la notte, ogni membro della coppia doveva scrivere una lettera al proprio compagno.
- Seconda missione: Le coppie, arrivate al villaggio Hanok di Jeonju dovevano indossare l'hanbok, poi, una volta indossati gli abiti ricevevano un tablet e una mappa del villaggio con segnalati tre photospot. I viaggiatori, con il tablet a loro disposizione, raggiunti i punti indicati nella mappa dovevano farsi una foto con una coppia presente sul posto. Terminati gli scatti, le coppie dovevano raggiungere Costantino, il quale dava loro una divisa da taekwondo per la missione successiva.
- Terza missione: Le coppie, indossata la divisa da taekwondo, dovevano recarsi al Taekwondowon di Muju, seguendo un percorso di allenamento all'aperto fino al traguardo di tappa.

#### Prova vantaggio
In questa prova, le tre coppie qualificatesi, dovevano a turno tirare delle frecce con l'arco e centrare dei bersagli con scritto sopra 1, 3 o 5. A ogni bersaglio centrato, la coppia riceveva un certo numero di tessere del puzzle raffigurante il "finger heart" (gesto che indica l'amore in Corea) a seconda del numero scritto sul bersaglio. Una volta raccolti i 36 pezzi del puzzle, la coppia che per prima ha completato quest'ultimo vinceva la prova vantaggio.

#### Bonus
La coppia vincitrice della prova vantaggio, doveva scegliere due coppie cui assegnare l'handicap consistente nel farla viaggiare con dei palloncini a forma di cuore fino alla missione successiva per una, e dare una penalità di 10 minuti prima di saltare sul Tappeto Rosso per l'altra.

### 10ª tappa (Suwon → Seul)
La decima puntata è andata in onda in prima visione il 14 aprile 2020.

#### Missioni
- Missione iniziale: In questa missione iniziale, le coppie dalla fortezza di Hwaseong dovevano memorizzare i caratteri con cui si scrive il nome della città di Seul e riprodurre questi su una tela. Solo dopo aver scritto correttamente la parola, le coppie ricevevano la busta con le indicazioni per proseguire nella gara.
- Prima missione: I viaggiatori, arrivati alla Mr. Toilet's House, dovevano salire sul tetto dell'edificio e rispondere a domande vero/falso sui bagni pubblici. Per poter proseguire la gara, i viaggiatori dovevano rispondere esattamente almeno a tre domande, altrimenti, dovevano ritentare.
- Seconda missione: Le coppie, arrivate davanti al monumento Gangnam di Seul, dopo aver ballato la coreografia del Gangnam Style di PSY, dovevano recarsi alla biblioteca Starfield, salire sulla scala mobile e trovare un libro con la copertina scritta in coreano e con dentro le indicazioni per la missione successiva.
- Terza missione: I viaggiatori, arrivati su un'arteria a scorrimento veloce di Seul, dovevano indovinare l'età di tre cittadini coreani scrivendo la loro età presunta sul retro della lavagnetta, mentre dall'altra il passante incrociato doveva scrivere la sua età reale. A ogni errore, i viaggiatori dovevano fermare un altro passante e ritentare. Solo dopo aver completato la missione, i viaggiatori ricevevano la busta con le indicazioni per la missione successiva.
- Quarta missione: Le coppie, dovevano recarsi al Seoullo 7017 Skygarden e arrivati a un telescopio dovevano trovare i pupazzi del re Dangun e della sua cuoca, per poi raggiungerli e ricevere da loro le indicazioni per il primo traguardo di gara che era la Statua di Sejong il Grande. All'arrivo al traguardo, le coppie potevano passare la serata insieme a uno dei tre famosi italiani residenti a Seul.

#### Missioni finali
- Prima missione: In questa missione, le coppie da un banchetto dovevano servire ai passanti nel quartiere di Yoido una colazione all'italiana a base di cornetto e caffè o cappuccino. Solo dopo aver servito dieci passanti, le coppie ricevevano le istruzioni per proseguire la gara.
- Seconda missione: I viaggiatori, dopo aver preso la metropolitana, dovevano recarsi al Mercato di Kwang Jang e arrivati lì, affrontare una serie di prove. Nella prima parte della prova, arrivati a un bancone del mercato, le coppie dovevano mangiare il più velocemente possibile, un piatto di muk; nella seconda parte, le coppie arrivate a un altro bancone dovevano indovinare su dieci ingredienti, dopo aver assaggiato il piatto, i tre che facevano parte del bulgogi; nell'ultima prova, le coppie dovevano preparare 20 gimbap e farli mangiare ai clienti del mercato. Solo dopo aver superato tutte le prove, le coppie ricevevano le indicazioni per il secondo traguardo di tappa che era il Gyeonghuigung, dove l'ultima coppia arrivata si è qualificata terza venendo definitivamente eliminata.
- Terza missione: Le due coppie finaliste dovevano imparare una coreografia K-pop scegliendo una canzone tra Boy with Luv dei BTS e Kill This Love delle Blackpink. Dopo aver visualizzato i videoclip delle canzoni, le coppie venivano accompagnate insieme a due coreografi in una scuola di ballo, dove avevano un'ora di tempo per apprendere la coreografia. Terminato l'allenamento, le coppie dovevano esibirsi nella piazza del quartiere Hongdae davanti a una platea di 50 persone, dove alla fine, la coppia che ha ricevuto più voti poteva partire per la missione successiva con un vantaggio di 5 minuti rispetto agli avversari.
- Quarta missione: Le coppie dovevano raggiungere il quartiere Itaewon ed entrare al secondo piano di un locale dove avrebbero trovato l'indirizzo della destinazione finale, senza indicazione su come trovarlo. All'interno del locale, il gruppo rock che si stava esibendo cantava una canzone il cui titolo e ritornello era l'indirizzo del traguardo finale, il Parco Olimpico di Seul, che le coppie dovevano intuire. Una volta scoperta la destinazione finale, la coppia che per prima ha raggiunto il Tappeto Rosso ha vinto l'ottava edizione di Pechino Express.

## Ascolti
| Puntata    | Messa in onda    | Telespettatori | Share  |
| ---------- | ---------------- | -------------- | ------ |
| 1          | 11 febbraio 2020 | 1 936 000      | 9,19%  |
| 2          | 18 febbraio 2020 | 2 192 000      | 10,33% |
| 3          | 25 febbraio 2020 | 2 177 000      | 9,42%  |
| 4          | 3 marzo 2020     | 2 066 000      | 8,89%  |
| 5          | 10 marzo 2020    | 2 495 000      | 10,50% |
| 6          | 17 marzo 2020    | 2 449 000      | 9,12%  |
| 7          | 24 marzo 2020    | 2 534 000      | 9,50%  |
| 8          | 31 marzo 2020    | 2 446 000      | 9,00%  |
| Semifinale | 7 aprile 2020    | 2 535 000      | 9,40%  |
| Finale     | 14 aprile 2020   | 3 045 000      | 11,50% |
| Media      | Media            | 2 387 500      | 9,64%  |

Ad oggi, tale edizione risulta essere quella più seguita della storia del programma. Tuttavia, nonostante ciò, la RAI ha rinunciato a rinnovare i diritti di sfruttamento del programma per motivazioni legate alla pandemia da coronavirus: all'epoca del termine della trasmissione di questa edizione, infatti, era impossibile produrre l'edizione successiva, anche a causa delle leggi che limitavano la circolazione in paesi esteri. Inoltre, RAI e Banijay hanno anche avuto disaccordi sul rinnovo di questo programma, cosa che ha portato al cambio di rete.
Dopo l'acquisizione dei diritti da parte di Sky, il programma è tornato in onda nel 2022 su Sky Uno, e come al solito replicato su TV8.